# Praleski
Praleski (biał. Пралескі, ros. Пралески) – wieś na Białorusi, w obwodzie mińskim, w rejonie mołodeczańskim, w sielsowiecie Radoszkowice.
Wieś powstała po 1929. Znajduje się tu przystanek kolejowy Praleski na linii Mińsk - Mołodeczno.